# ズンドコズンドコ全員集合!!
『ズンドコズンドコ全員集合!!』（ズンドコズンドコぜんいんしゅうごう!!）は、1970年に製作・公開されたザ・ドリフターズ主演の「全員集合シリーズ」及び松竹ドリフ映画第5作目。
同時上映は『こちら55号応答せよ!危機百発』。

## ストーリー
千葉県のある小さな漁村。サメこと碇鮫吉をリーダーとする5人のグループは村の鼻つまみ者だった。そんな中、グループの中でも汚れ役をさせられていたイワシは漁業組合長・磯右エ門（田子の浦親方）の娘で恋人の鮎子（中尾ミエ）と共に、村で興業をしていたあかね（野川由美子）一座に弟子入りして逃亡しようとする。しかし鮫吉の脅しに屈したイワシは、鮫吉と共に冷凍車に乗って東京へ連れていかれてしまった。
それから一か月後。村に残っていたシャケ達3人のもとにサメから「新宿と池袋を縄張りにした」と書かれた手紙が届いた。縄張りを分けて貰おうと喜び勇んで上京した3人だったが、東京で会ったサメとイワシの姿は手紙の内容とあまりにもかけ離れていて...

## スタッフ
- 監督：渡邊祐介
- 製作：沢井国男、井沢健、青木伸樹
- 脚本：渡邊祐介、田坂啓
- 撮影：荒野諒一
- 美術：森田郷平
- 音楽：森岡賢一郎
- 録音：山本忠彦
- 編集：寺田昭光
- 監督助手：白木慶二

## キャスト
- サメ（碇鮫吉）：いかりや長介
- シャケ（荒井酒市）：荒井注
- フグ（高木風太）：高木ブー
- タコ（仲本多作）：仲本工事
- イワシ（加藤岩四）：加藤茶
- あかね：野川由美子
- 鮎子：中尾ミエ
- 黒木：左とん平
- 団九郎：佐山俊二
- 久美：小川ひろみ
- 管理人：かしまし娘
- 早苗：沖山秀子
- ギン子：若水ヤエ子
- 榊原：名和宏
- 丸井：世志凡太
- 菊造：三角八郎
- 磯右エ門：田子の浦親方（出羽錦忠雄）
- 久美の父親：金井大
- 榊原の子分：小森英明、加島潤、山村圭二
- 漁師：岡本忠行、北竜介、高木信夫、大久保敏男、高倉大輔、江藤孝
- 座員：笹原光子、小早川泰子、樫明男、大杉侃二郎、河原義和、田中正人
- もぎり：光映子
- 留置所の警官：園田健二
- 現場監督：高杉和宏
- 焼きとうもろこしの客：水木涼子、脇山邦子、坂田多恵子、平原美恵子、丸茂由美子
- バーの客：秩父晴子
- バーのホステス：伊藤グリ、延山陽子、金子亜子
- 郵便局員：井山淳
- 変な客：藤田まこと
- 茂：堺正章
- 鬼熊：宍戸錠

## 主題歌・挿入歌
主題歌『ドリフのズンドコ節』
原曲：『海軍小唄』 / 歌：ザ・ドリフターズ
挿入歌『大変唄い込み』
原曲：『斎太郎節』 / 歌：ザ・ドリフターズ
挿入歌『ほんとにほんとにご苦労さん』
原曲：『軍隊小唄』 / 歌：ザ・ドリフターズ
挿入曲『誰か故郷を想わざる』
作曲：古賀政男
挿入曲『旅の夜風』
作曲：万城目正

## テレビ放送
| 放送日         | 放送時間（JST）   | 放送局              | 放送枠                      | 備考           |
| -------------- | ----------------- | ------------------- | --------------------------- | -------------- |
| 2018年10月24日 | 水曜19:00 - 20:58 | 日本BS放送 （BS11） | 水曜シネマ 昭和喜劇シリーズ |                |
| 2018年12月26日 | 水曜19:00 - 20:58 | 日本BS放送 （BS11） | 水曜シネマ 昭和喜劇シリーズ | アンコール放送 |